# Geschiedenis van LEGO

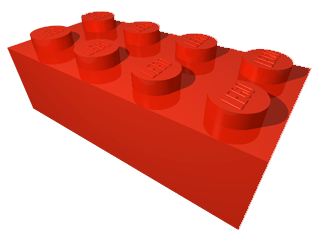
Traditioneel rood steentje met acht noppen

Dit artikel beschrijft de geschiedenis van de LEGO Group, maker van het LEGO speelgoed.

## 1916-1958: van houten speelgoed naar plastic blokjes

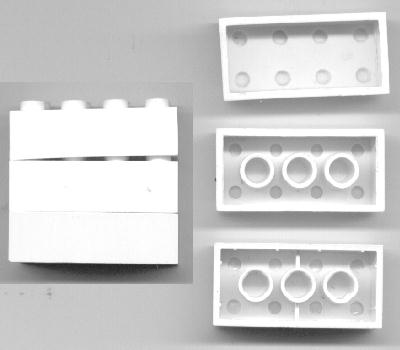
De ontwikkeling van Legostenen: in het begin met een holle onderkant, later met holle buisjes en plastic scheidingswandjes voor meer verbindingsmogelijkheden

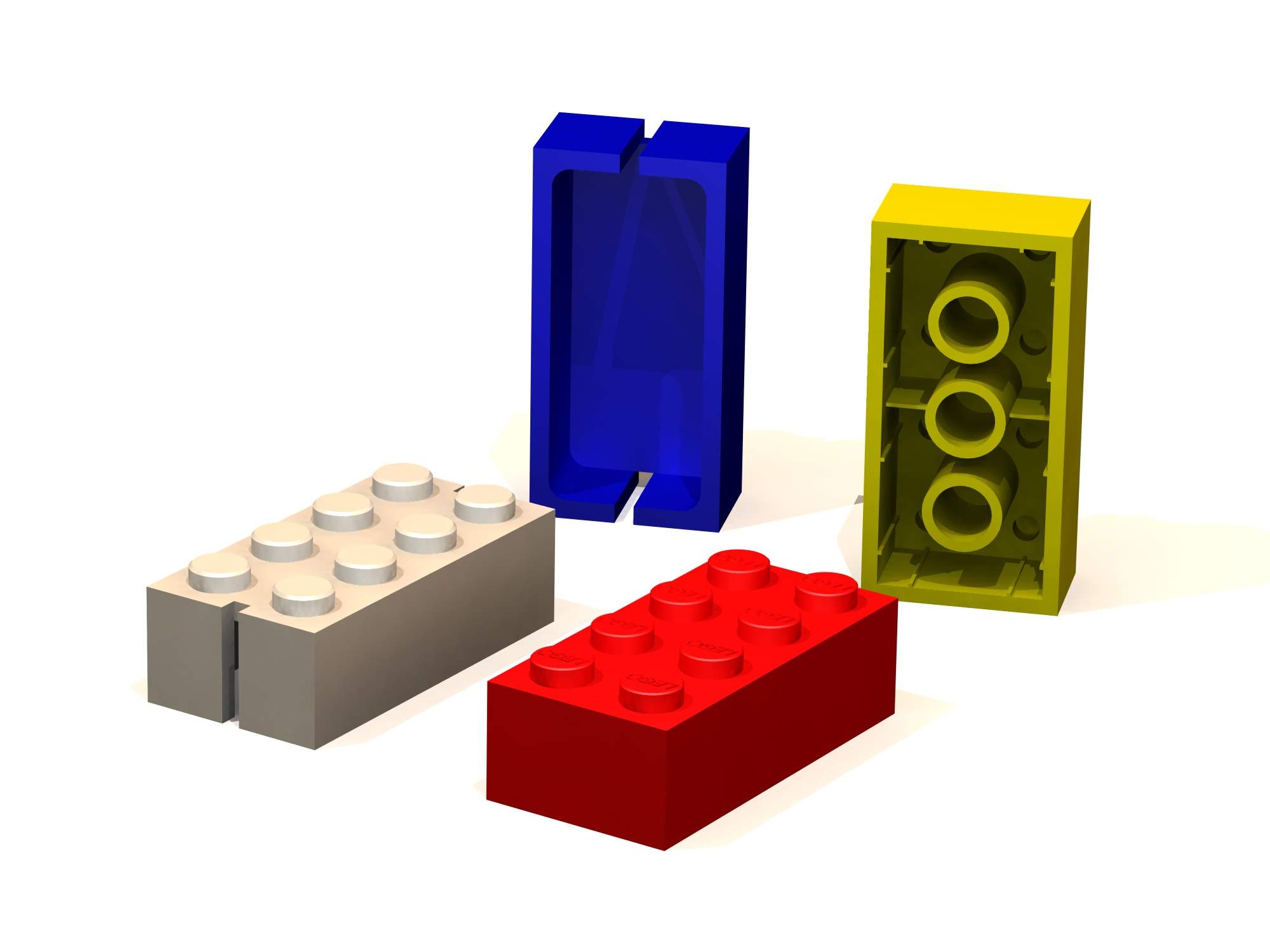
De ontwikkeling van Legostenen

De LEGO Group had een moeilijke start in de werkplaats van Ole Kirk Christiansen, een timmerman uit Billund, Denemarken. In 1916 kocht Christiansen een houtbewerkingswinkel in Billund, die al sinds 1895 bestond. Hij verdiende geld met het bouwen van huizen en meubels voor boeren in de omgeving, met de hulp van een kleine groep leerlingen. Zijn werkplaats brandde in 1924 af, nadat twee van zijn jongste zonen een aantal stukken hout in brand hadden gestoken. Onverschrokken als hij was, zag Christiansen de ramp als een mogelijkheid om een grotere werkplaats te bouwen en hij maakte plannen om zijn bedrijf verder uit te breiden; toch zou de aankomende Grote Depressie een grote impact op zijn leven krijgen. Tijdens het zoeken naar een manier om zijn productiekosten zo laag mogelijk te houden begon Ole Kirk met het maken van miniatuurversies van zijn producten als hulp bij het ontwerpen. Het waren uiteindelijk de miniatuurladdertjes en ijzeren bordjes die hem inspireerden om speelgoed te gaan maken.
In 1932 begon Christiansens winkel met het maken van houten trekpoppen, spaarpotten, auto's en vrachtwagens. Hij kreeg een bescheiden hoeveelheid succes, maar gezinnen waren arm en vaak niet in staat om zulke stukken speelgoed aan te schaffen. Boeren in de omgeving gaven hem soms eten in ruil voor zijn speelgoed; Christiansen vond dat hij, naast het produceren van speelgoed, moest doorgaan met het maken van meubilair, om in zijn levensonderhoud te kunnen voorzien. In het midden van de jaren 30 zorgde de jojo-rage ervoor dat hij voor een korte periode werk had, tot deze rage plotseling ophield. Opnieuw wist Christiansen dit in zijn voordeel om te zetten door de niet-gebruikte jojo-onderdelen te gebruiken als wielen voor speelgoedvrachtwagens. Zijn zoon Godtfred ging in die tijd voor hem werken.
In 1934 werd het bedrijf omgedoopt in de naam "LEGO". Christiansen hield een wedstrijd onder zijn werknemers om te zien wie met de beste naam voor het bedrijf kwam, waarbij hij een fles huisgemaakte wijn als prijs uitloofde. Christiansen bedacht zelf ook twee namen, "Legio" (met het idee van speelgoed om te verzamelen) en "LEGO", een zelfgemaakt woord dat is afgeleid door het Deense zinsdeel leg godt, wat "speel goed" betekent. Later ontdekte de LEGO Group dat "LEGO" in het Latijn ook kon worden geïnterpreteerd als "ik zet in elkaar", "ik verzamel" of “ik leer”.
Toen plastic op grote schaal werd gebruikt, ging Christiansen met zijn tijd mee door plastic speelgoed te produceren. Een van de eerste stukken modulair speelgoed dat werd gemaakt was een vrachtwagen die uit elkaar kon worden gehaald en opnieuw kon worden samengesteld. In 1947 verkregen Ole Kirk en Godtfred Christiansen enkele voorbeelden van blokstelselachtige plastic bouwsteentjes, die werden gemaakt door het bedrijf Kiddicraft. Deze zogenoemde "Kiddicraft Self-Locking Building Bricks" waren ontworpen door Hilary Harry Fisher Page, een Brit, die er patent op had. In 1949 begon de LEGO met het produceren van soortgelijke bouwstenen, die "Automatic Binding Bricks" werden genoemd. De Legostenen werden gemaakt van celluloseacetaat en konden op elkaar worden geplaatst. Aan de bovenkant zaten een aantal nopjes en ze waren aan de onderkant hol, waardoor ze gemakkelijk met elkaar konden worden verbonden. Op die manier zaten ze stevig vast, maar niet zo stevig dat ze niet meer los konden worden gehaald. In 1953 kregen de bouwstenen een nieuwe naam: Lego Mursten, oftewel "Legostenen".
Het gebruik van plastic in de speelgoedindustrie werd door winkeliers en consumenten nog niet gewaardeerd in die tijd. Veel leveringen van Lego werden geannuleerd of teruggestuurd, waardoor de verkoopcijfers slecht waren; men dacht dat plastic speelgoed nooit hout kon vervangen. Ondanks de vele kritiek dat het speelgoed kreeg, gingen de Christiansens volhardend door. In 1954 werd Godtfred de junior managing directeur van de LEGO Group. Het was zijn gesprek met een verre koper, waarin het idee ontstond van een "speelgoedsysteem". Godtfred zag grote potentie in de Legostenen om er een systeem van te maken voor creatief spelen, maar de bouwstenen hadden vanuit technisch perspectief nog steeds enkele problemen: de verbindingsmogelijkheden waren niet eindeloos en de stenen waren niet erg stevig. Na 1958 werd de bouwsteen ontwikkeld die nog altijd wordt gebruikt. De stenen werden verbeterd door holle buisjes aan de onderkant, waardoor ze steviger werden en op meerdere manieren op elkaar konden worden gezet. In datzelfde jaar overleed Ole Kirk Christiansen en zijn zoon Godtfred nam het bedrijf over.

## 1959-1969: groeiende markt en eerste Legoland

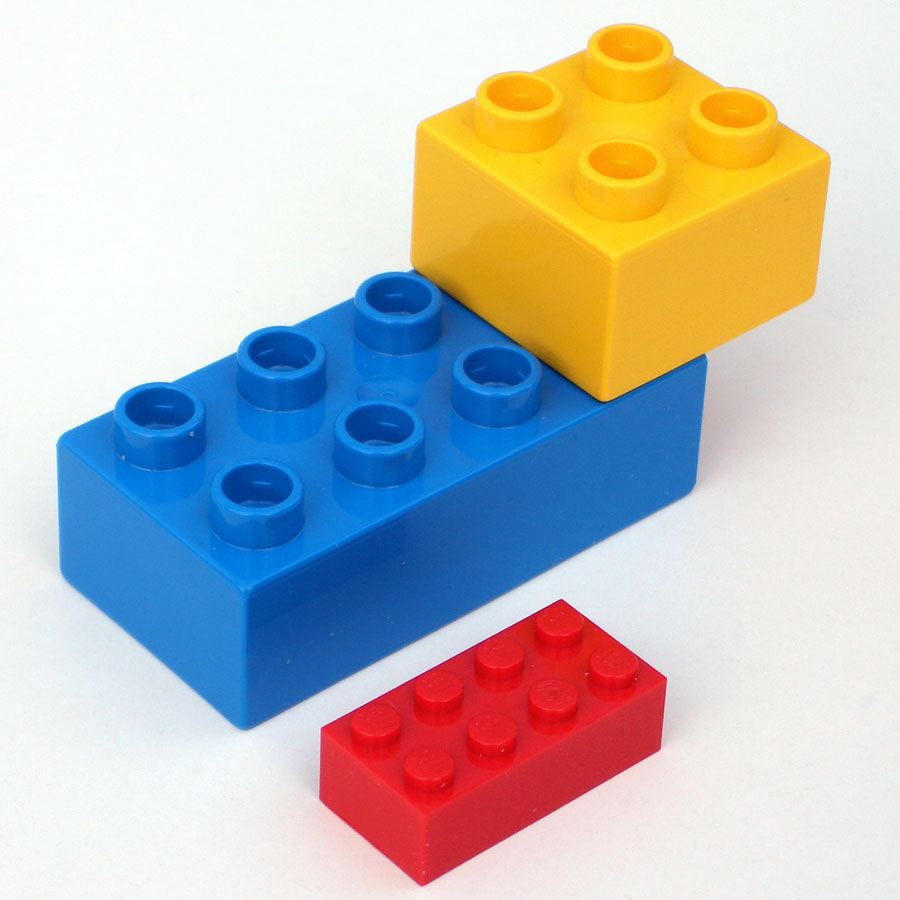
Een Duplosteen is exact twee keer groter dan een Legosteen en daardoor veiliger voor jonge kinderen.

De LEGO Group groeide uit tot een groot bedrijf in de volgende jaren. In 1959 ontstond de afdeling Futura, een kleine groep medewerkers die verantwoordelijk was voor het bedenken van nieuwe sets. Een brand teisterde in 1960 opnieuw de LEGO-fabriek, waardoor het grootste gedeelte van de voorraad houten speelgoed verloren ging; de Legosteenlijn was in die tijd sterk genoeg, zodat het bedrijf besloot om te stoppen met de productie van houten speelgoed. Aan het einde van het jaar telde het personeel van de LEGO Group meer dan 450 personen.
Tussen 1960 en 1970 maakte LEGO een groot aantal automerken miniaturen in de schaal 1:60.
In 1961 en 1962 werden de eerste Legowielen geïntroduceerd, waardoor de mogelijkheid bestond om auto's, vrachtwagens, bussen en andere voertuigen van Legostenen te maken.
In 1963 verruilde men het tot dan toe gebruikte celluloseacetaat voor het stevigere acrylonitril-butadieen-styreen, of ABS-plastic, dat tot op heden wordt gebruikt. ABS is niet giftig, minder geneigd te verkleuren of te verbuigen en beter bestand tegen hitte, zuren, zout en andere chemicaliën, in tegenstelling tot celluloseacetaat. Legostenen die in 1963 zijn gemaakt, behouden 40 jaar later nog steeds hun kleur en vorm en passen netjes op de stenen die vandaag de dag worden gemaakt.
In 1964 werden voor het eerst instructieboekjes bij de Legosets gevoegd.
Het LEGO Treinsysteem, een van de succesvolste Legoseries van de LEGO Group, werd in 1966 voor het eerst uitgebracht. De originele sets bevatten een 4,5-voltmotor en rails; twee jaar later werd de 12-voltmotor geïntroduceerd.
Op 7 juni 1968 werd het eerste Legoland Park geopend in Billund. Dit themapark toonde grote modellen van miniatuursteden die uitsluitend waren gemaakt van Legostenen. Het park was 12.000 m² groot en trok alleen al in het eerste jaar 625.000 bezoekers. In de er op volgende 20 jaar groeide het park uit tot 8 keer zijn oorspronkelijk grootte en trok uiteindelijk gemiddeld een miljoen bezoekers per jaar. In 1968 werden meer dan 18 miljoen Legosets verkocht.
In 1969 werd voor het eerst Duplo verkocht. Dit was een nieuw systeem, bedoeld voor jonge kinderen; Duplostenen zijn veel groter dan Legostenen, waardoor ze veiliger zijn voor deze kinderen, maar de twee systemen kunnen worden gecombineerd: Legostenen kunnen gemakkelijk op Duplostenen worden bevestigd, waardoor de overgang naar het Legosysteem snel is gemaakt als kinderen Duplo zijn ontgroeid. Het prefix "du" in Duplo verwijst naar het getal 2, omdat een Duplosteen exact twee keer groter is dan een Legosteen (2x hoogte bij 2x breedte bij 2x diepte = 8x de volume van een steen).
De jaren 60 was zo'n grote periode van groei voor de LEGO Group, dat in 1970 een van de grootste vragen voor het bedrijf was hoe ze het beste deze groeiende markt konden beheersen.

## 1970-1980: introductie minifiguurtjes en verdere uitbreiding
In 1970 bestond het personeel van de LEGO Group uit meer dan 900 personen. In de decennia erna werd aanzienlijk uitgebreid door grenzen te verleggen wat betreft het maken van speelgoed en in marketing. Lego ging zich ook richten op meiden, met de introductie van meubelstukken en poppenhuizen in 1971. Het Lego-universum breidde in 1972 haar transportmogelijkheden uit met toevoegingen als boot- en scheepssets, met holle onderdelen die ook echt konden drijven.
In diezelfde periode nam de zoon van Godtfred Kirk Chirstiansen, Kjeld Kirk Kristiansen, deel aan het bestuur van het bedrijf, nadat hij zijn handelsgraad in Zwitserland en Denemarken had behaald. Een van Kjelds eerste bezigheden binnen het bedrijf was de oprichting van een fonds voor productiefaciliteiten en een afdeling voor onderzoek en ontwikkeling die verantwoordelijk was voor het up-to-date houden van de productiemethoden van het bedrijf. Menselijke figuurtjes met beweegbare armen verschenen in 1974 in de "Lego Family" sets, die uitgroeide tot de best verkochte sets in die tijd; in datzelfde jaar was al eerder een "minifigure" uitgebracht, maar deze kon niet bewegen en had geen geprint gezicht op zijn hoofd. Er werd een Legofabriek geopend in Enfield in Connecticut in de Verenigde Staten.
In 1975 werden voor het eerst "Expert Series" verkocht, bedoeld voor de wat oudere, meer ervaren Legobouwers. De lijn ontwikkelde zich al snel in de "Expert Builder"-sets, die in 1977 werden uitgebracht. Deze technische sets bevatten bewegende onderdelen als wielen, assen, tandradjes en universele verbindingselementen, waardoor de mogelijkheid ontstond om realistische auto's te bouwen, die levensecht konden bewegen en sturen. Ten slotte kwam in 1978 de LEGO-"minifigure" op de markt, zoals het tot op heden bekend is. Deze kleine poppetjes hebben beweegbare armen en benen en een vriendelijke lach. Het figuurtje werd in verschillende Legosets toegevoegd, waardoor kopers de mogelijkheid hadden om grote steden te bouwen met gebouwen, wegen, voertuigen, treinen en boten, die op dezelfde schaal waren gemaakt en konden worden bevolkt door de lachende Legominifiguurtjes.
Een andere noemswaardige uitbreiding aan de Legolijn vond plaats in 1979, toen de LEGO Space sets werden uitgebracht. Astronautenminifiguurtjes, raketten, maanlanders en ruimteschepen vormden deze serie. Fabuland, een fantasy serie bedoeld voor jongere kinderen, kwam eveneens dit jaar op de markt, net als Scala, een serie met juweelachtige elementen voor jonge meisjes. In dat jaar werd Kjeld Kirk Christiansen president van LEGO; het volgende decennium bewees dat LEGO nog steeds een sterk product was.
Legostenen waren altijd bedoeld om te bouwen, wat door sommige onderwijzers als bijzonder waardevol werd beschouwd bij het ontwikkelen van creativiteit en de vaardigheid om problemen op te lossen bij kinderen. Sinds de jaren 60 gebruikten leerkrachten de Legostenen in het klaslokaal om verschillende redenen. In 1980 richtte de LEGO Group de Educational Products Department op (uiteindelijk hernoemd als Lego Dacta in 1989) met als doel om de educatieve mogelijkheden van het speelgoed uit te breiden. In Zwitserland werd een verpakfabriek geopend, gevolgd door een andere in Jutland, Denemarken die Legobanden vervaardigde.

## 1981-1996: hoogtepunt van populariteit
In 1981 verscheen de tweede generatie Legotreinen. Deze waren verkrijgbaar in zowel 4,5 volt (batterij) als 12 volt (via lichtnet), maar nu was er een groter aanbod van accessoires, waaronder werkende lichten en afstandsbediening.
De "Expert Builder"-serie werd in 1982 omgedoopt tot de "Technic" serie. Op 13 augustus van dat jaar vierde de LEGO group zijn 50e verjaardag; het boek "50 Years of Play" werd uitgegeven ter gelegenheid van deze mijlpaal. In het jaar daarna breidde het Duplosysteem uit met sets genaamd Primo, die waren bedoeld voor nog jongere kinderen, met name baby's. Deze sets bevatten onder andere rammelaars en poppetjes met verstelbare ledematen. Het jaar daarna werd met de introductie van de Castle sets het aantal minifiguren uitgebreid met de komst van ridders en paarden. In 1984 werd de Technic-lijn uitgebreid met de komst van pneumatische onderdelen. Een jaar later, in 1985, kwamen de "Licht en Geluid"-sets op de markt; deze sets bevatten een batterijhouder met elektrische lampjes, trillingen en andere accessoires om een andere dimensie aan te geven aan het realisme van de bouwsels van Lego. Ook kwam de educatieve afdeling van de LEGO Group in dat jaar met de Technic Computer Control, een leersysteem met robots, vrachtwagens en andere gemotoriseerde modellen van Technic, die met een computer konden worden bestuurd. In dat jaar opende in Manaus, Brazilië een nieuwe Legofabriek.
In augustus 1988 deden 38 kinderen van 17 verschillende landen mee aan de eerste Lego Wereldbeker bouwwedstrijd in Billund. LEGO breidde opnieuw uit in 1989 met de komst van de Pirates-sets, die bestond uit een aantal piratenschepen, eilanden en schatten; de serie was ook de eerste die afweek van het standaardgezicht van de minifiguren om op die manier een reeks piratenfiguren te creëren. In dat jaar werd de Educational Products Department van de LEGO Group hernoemd naar LEGO Dakta; de naam is afgeleid van het Griekse woord "didactic", wat ongeveer betekent "de studie van het leerproces". Dr. Seymour Papert van de Massachusetts Institute of Technology (MIT) werd "Lego Professor of Learning research" genoemd, na zijn vele werk om de Logo programmeertaal met de Legoproducten te combineren.

## 1997-2005: imagoverlies en dreigend faillissement
Aan het einde van de jaren 90 van de twintigste eeuw wint de (spel)computer aan populariteit. De LEGO Group voelde zich genoodzaakt om het aanbod van Legoproducten in de breedste zin te gaan uitbreiden. Computerspellen werden geïntroduceerd, kleding werd op de markt gebracht en het aantal doelgroepen werd uitgebreid. Met de Clickits sets konden meisjes bijvoorbeeld sieraden maken. "Lego 4 Juniors" was bedoeld voor kinderen vanaf 4 jaar. Het was een overgang tussen Duplo en Lego, waarbij het vooral veel van Lego weg had. De minifiguren waren groter uitgevoerd en de bouwstenen waren minder klein. Dat laatste aspect werd in alle sets doorgevoerd: kleinere elementen werden vervangen door grotere, waardoor LEGO een jongere doelgroep probeerde te bereiken. Dit leidde tot ergernis bij de oudere generatie Legobouwers (waaronder AFOLs, de volwassen Legofans): de grote elementen waren nauwelijks bruikbaar voor eigen creaties en voor sommige sets was weinig tijd nodig om ze in elkaar te zetten. Het traditionele bouwen ging verloren, het aspect waar LEGO om bekendstond.
Vanaf 1999 kreeg de LEGO Group het recht om gelicenseerde series als Star Wars en Harry Potter op de markt te brengen; er kwamen minifiguren uit die op deze thema's betrekking hadden en sprekend leken op de personages uit de series. Naast Star Wars en Harry Potter kwamen er ook sets van Spiderman, Batman en in 2008 van Indiana Jones. De variatie in gezichten werd uitgebreid: naast de bekende lach werden nu ook wenkbrauwen, plukjes haar en brillen aan de gezichtjes toegevoegd, waardoor ze realistischer leken. Met de introductie van LEGO Basketball in 2003 kwamen ook bruine minifiguren op de markt.

## 2005-heden: terugkeer naar het traditionele bouwen
Nadat Lego jarenlang te maken had met verliezen en op het randje van een faillissement stond, besloot het bedrijf om het roer weer om te gooien. Door mee te gaan met de vele nieuwe trends en in te spelen op films en televisieseries als Harry Potter en Batman verloor Lego haar reputatie als "het speelgoed met de vele blokjes". Het traditionele bouwen was minder belangrijk geworden; de laatste jaren investeerde het bedrijf hier niet tot nauwelijks meer in. De sets die nog bestonden bevatten vooral grote geprefabriceerde elementen, waardoor bouwen niets meer voorstelde. Daarom werden nieuwe sets ontworpen met veel nieuwe en kleinere elementen. Het traditionele bouwen, waar Lego om bekendstond, krijgt inmiddels weer prioriteit. De sets met als thema "de stad" (City) blijken een succes. In 2005 werd na de dip weer winst gemaakt. Er verschenen vanaf toen weer tal van series met elk een specifiek thema, zoals LEGO Power Miners, LEGO Agents, LEGO Mars Mission.
Naast deze sets heeft het bedrijf een nieuwe trend gecreëerd: modular houses oftewel modulaire huizen. Dit zijn gebouwen met meerdere verdiepingen (bouwen met modules, ofwel lagen) die los op elkaar zitten. Voordeel hiervan is dat de woningen kunnen worden ingericht, maar dat er ook meerdere verdiepingen tussen kunnen worden geplaatst. Op de website van Lego Factory kunnen Legofans zelf gebouwen ontwerpen. Opvallend is dat er steeds meer "modular houses" worden toegevoegd. Via een aantal standaardafmetingen - op de grondplaat moeten enkele verbindingselementen worden geplaatst - kunnen de huizen en gebouwen aan elkaar worden "geklikt". Hierdoor ontstaat een rij woningen, waarvan zowel inhoud als vorm naar de wensen van de fans kunnen worden aangepast. Lego heeft zelf drie sets op de markt gebracht die volgens dit principe werken. Via fotovoorbeelden en geschreven informatie krijgt men een indruk van dit nieuwe systeem. Vooralsnog zijn deze sets alleen via de website van Lego te bestellen. Nederlander Erik Brok heeft met een team een van de sets ontworpen en behoort daarmee tot de grondleggers van het "modulaire bouwen". Sinds 1 oktober 2009 is Lego Factory overgegaan naar Lego DesignByMe.